# Me.P-1110
Messerschmitt P.1110 (Me P.1110) был проектом одноместного высотного перехватчика, подготовленного для немецких люфтваффе авиастроительной компанией Messerschmitt в рамках аварийной программы истребителей в последние месяцы Второй мировой войны.

## История
[редактировать исходный код]
В рамках программы по созданию истребителей-бомбардировщиков (нем.Jägernotprogramm) в начале 1945 года ОКЛ запустило программу по созданию истребителей-перехватчиков нового поколения для замены He 162 «Фольксъягер». Новый самолёт должен был обладать превосходными характеристиками, чтобы противостоять высотным угрозам, таким как B-29 «Суперкрепость».
Мессершмитт разработал несколько проектов высотных истребителей, которые были представлены в феврале 1945 года. Одна из конструкций, Me P.1110 Ente (Утка), имела стреловидность крыла 40 ° и кольцевые воздухозаборники перед корневой частью крыла (аналогичные тем, что были на послевоенных североамериканских YF-93), питавшие один реактивный двигатель Heinkel HeS 011; кольцевые воздухозаборники, пропускающие на четыре процента меньше воздуха, создавали бы на пятнадцать процентов меньшее лобовое сопротивление, чем один носовой воздухозаборник. Самолет должен был быть вооружен тремя пушками MK 108 в носовой части, плюс, возможно, еще двумя в крыльях со стреловидностью 40 °. Был также предложен вариант с хвостом бабочки. Прогнозируемая максимальная скорость составляла 1015 км/ч (631 миль/ ч; 548 кн).
Вскоре от этого проекта отказались в пользу двух других, более традиционных конструкций, но Junkers EF 128 был выбран официальным победителем конкурса, и ни одна из конструкций Мессершмитта не дошла до стадии прототипа. Другие немецкие авиастроители представили Heinkel P.1078, Focke-Wulf Ta 183 и Blohm & Voss P 212.
Дальнейшее развитие, P.1111, с корневыми на крыле (концепция, позже принятая на Republic RF-84F Thunderflash и F-105 Thunderchief) для преодоления потерь мощности и стреловидностью 45 °, был подготовлен в январе 1945 года, но так и не был построен

## Варианты
Проект Messerschmitt P.1110 включал по меньшей мере три различных конструкции, все из которых были одноместными истребителями с стреловидными крыльями. Крылья были стреловидными под углом 40 градусов и в основном изготавливались из дерева. Все проектируемые самолёты должны были оснащаться одним турбореактивным двигателем Heinkel HeS 011 .

### Me P.1110/I
Реактивный перехватчик. Он имел традиционную конструкцию с турбореактивными воздухозаборниками, расположенными по бокам фюзеляжа. Его вооружение состояло из трех пушек MK 108, расположенных в носовой части, как и в следующем варианте.

### Me P.1110/II
Перехватчик с V-образным хвостовым оперениемс реактивным двигателем и обычной конструкцией. Воздухозаборник двигателя имел кольцевую форму и располагался за кабиной пилота. Как и Me P.1110/I, Me P.1110/II имел стреловидное крыло с углом стреловидности 40 градусов.

### Ме Р.1110Ente
Me P.1110 "Ente" (Duck) был более необычным проектом перехватчика с его кабиной пилотов , расположенной в носовой части самолета. У него был санард конфигурация с маленькими крыльями спереди и большими крыльями в задней части фюзеляжа. Ее воздух занимает были расположены на фюзеляже, как в меня п. 1110/I вариант. Его вооружение состояло из четырёх пушек MK 108.

## Характеристики (P.1110 по состоянию на 12 января 1945 года)
Данные из секретных проектов Люфтваффе: истребители 1939-1945 гг.
Общие характеристики
- Экипаж: 1
- Длина: 9,67 м (31 фут 9 дюймов)
- Размах крыльев: 6,65 м (21 фут 10 дюймов)
- Рост: 2,7 м (8 футов 10 дюймов)
- Площадь крыла: 13,17 м2 (141,8 кв. фута)
- Снаряженная масса: 2580 кг (5688 фунтов)
- Общий вес: 4000 кг (8818 фунтов)
- Запас топлива: 1200 кг (2646 фунтов)
- Силовая установка: 1 × турбореактивный двигатель Heinkel HeS 011A с тягой 12,74 кН (2865 фунтов)

Производительность
- Максимальная скорость: 1000 км/ч (620 миль/ч, 540 узлов) на высоте 7000 м (23 000 футов)
- Скорость посадки: 180 км/ч (110 миль/ч; 97 узлов)
- Полезная нагрузка: 13 100 м (43 000 футов)
- Скорость набора высоты: 26 м/с (5100 футов/мин)
- Нагрузка на крыло: 304 кг/м2 (62 фунта/кв. фут)
- Разбег при взлете: 830 м (2720 футов)

Вооружение
- Пушки: 3 × 30-миллиметровые пушки MK 108 в носовой части и, возможно, ещё две в крыльях (проекция)